# 开禾路口站
开禾路口站位于厦门市思明区厦禾路开禾路（西应殿街），为厦门快速公交一，二，三号线的高架侧式车站，于2008年9月1日启用。车站以淡蓝色作为布置的主要色彩。车站共有两个出入口。开禾路口站目前还没有设置连接线。